# 伊斯蘭教典籍列表
一些典籍被伊斯蘭教及穆斯林格外重視，它們記載的內容形成了伊斯蘭教的基本教義，並且對伊斯蘭教的歷史和發展具有重大的意義。

## 古蘭經

### 古蘭經本文
《古蘭經》被視為是真主的言語，內容分為114章，每章又分為若干節。穆斯林相信經文是由天使賈布里勒口述給先知穆罕默德，經文的內容敘述了伊斯蘭教的基本教義，並且為穆斯林社會提供了指引。伊斯蘭教法及神學亦是以《古蘭經》為基礎。